# Ollari
L'Ollari, també anomenada gadaba, allar, mundi i konekor (que significa "poble del turó" en al·lusió a l'origen dels seus parlants) és una de les llengües dravídiques del grup central parlada per unes 20000 persones al districte de Koraput i zones d'Andhra Pradesh. S'escriu usant el mateix sistema que el telugu, idioma en què alguns nadius són bilingües.
Com altres llengües properes, l'ollari distingeix entre vocals llargues i breus. Presenta abundants sons oclusius i la resta de consonants han estat simplificades al llarg dels anys fins als nou fonemes actuals. L'eix principal que marca la conjugació verbal és la divisió entre els temps de passat i els altres.